# Fudbalski Klub Tuzla City
Fudbalski Klub Tuzla City, anteriormente conhecido como Fudbalski klub Sloga Simin Han, é um clube de futebol profissional com sede em Simin Han, Tuzla, Bósnia e Herzegovina. O clube joga na Premijer Liga, que é a primeira divisão do futebol do país.

## História
O clube foi fundado em 1955. Na temporada 2017-18, o clube fez história ao ser coroado campeão da Primeira Liga - FBiH e promovido à Premijer Liga pela primeira vez em sua história. Em 18 de junho de 2018, mudou o nome do clube de FK Sloga Simin Han para FK Tuzla City. Na temporada 2018-19, sua primeira temporada da Premijer Liga, o Tuzla City terminou em 10º lugar, escapando por pouco do rebaixamento. Na temporada de 2019-20, o clube terminou em um ótimo 5º lugar, quase se classificando para a primeira fase de qualificação da Liga Europa da UEFA de 2020-21, mas a temporada terminou abruptamente devido à Pandemia de COVID-19 na Bósnia e Herzegovina e o clube, por padrão, terminou em 5º.

## Títulos
- Primeira Liga - FBiH: 2017-18
- Segunda Liga - FBiH: 2014–15 (norte), 2015–16 (norte)